# 하나*하나

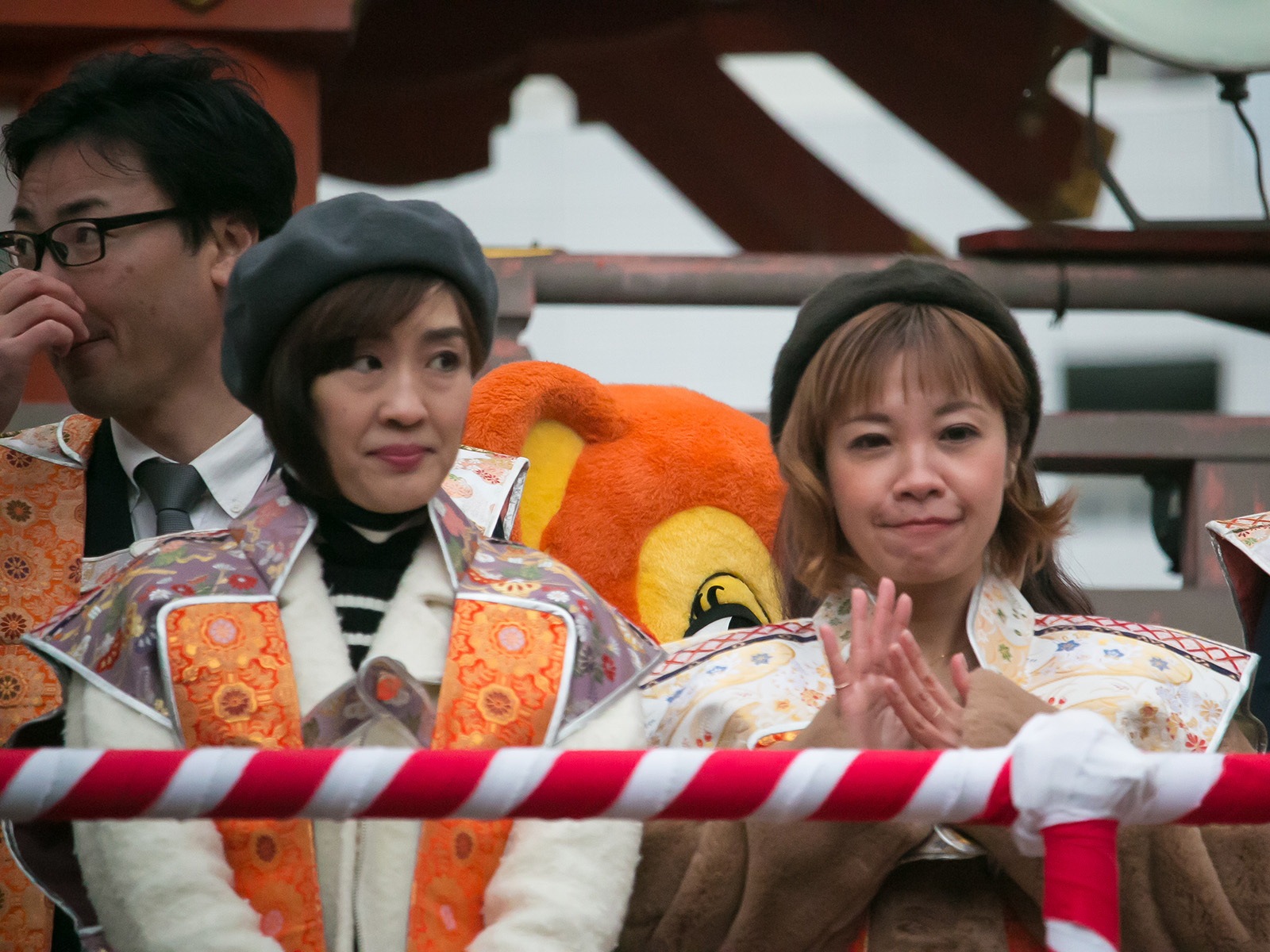

하나*하나(花*花)는 1998년에 데뷔한 일본의 여성 듀오이다. 데뷔곡 〈아~요캇타 (Setagaya Mix)〉가 큰 성공을 거두고, 뒤이어 발매된 〈사요나라 다이스키나 히토〉도 TBS 드라마 《아버지》의 주제가에 사용되며 같은 방송국의 《제33회 전일본 유선방송대상》에서 신인상을 수상했으며, 《제51회 NHK 홍백가합전》에도 출장하는 등 인기를 얻었다. 2001년에는 올해 뜰 것 같은 음악가 순위에서 1위를 차지하기도 했으나, 2003년 활동 휴지를 발표했다.
이후 구성원 각자 솔로 활동을 중심으로 활동하다 2009년 다시 그룹 활동을 재개했다.

## 구성원
- 고지마 이즈미 (1976년 4월 6일 ~)
- 오노 마키코 (1976년 11월 23일 ~)